# Дойл, Томас
Томас Дойл (англ. Thomas "Tom" Doyle; 30 июня 1992, Окленд, Новая Зеландия) — новозеландский футболист, защитник клуба «Веллингтон Феникс» и сборной Новой Зеландии.

## Клубная карьера
Дойл начал карьеру, выступая за команды «Мирамар Рейнджерс», «Тим Веллингтон», а также «Окленд Сити». В 2014 году Томас перешёл в «Веллингтон Феникс». 12 октября в матче против «Перт Глори» он дебютировал в A-Лиге. 20 марта 2016 года в поединке против «Перт Глори» Дойл забил свой первый гол за «Веллингтон Феникс».

## Международная карьера
8 сентября 2014 года в товарищеском матче против сборной Узбекистана Дойл дебютировал за сборную Новой Зеландии. В 2016 году Томас стал победителем Кубка наций ОФК в Папуа—Новой Гвинеи.
В 2017 году Дойл принял участие в Кубке конфедераций в России. На турнире он сыграл в матче против команды Португалии.

## Достижения
Международные
 Новая Зеландия
- Кубок наций ОФК — 2016